# 波希米亚森林區

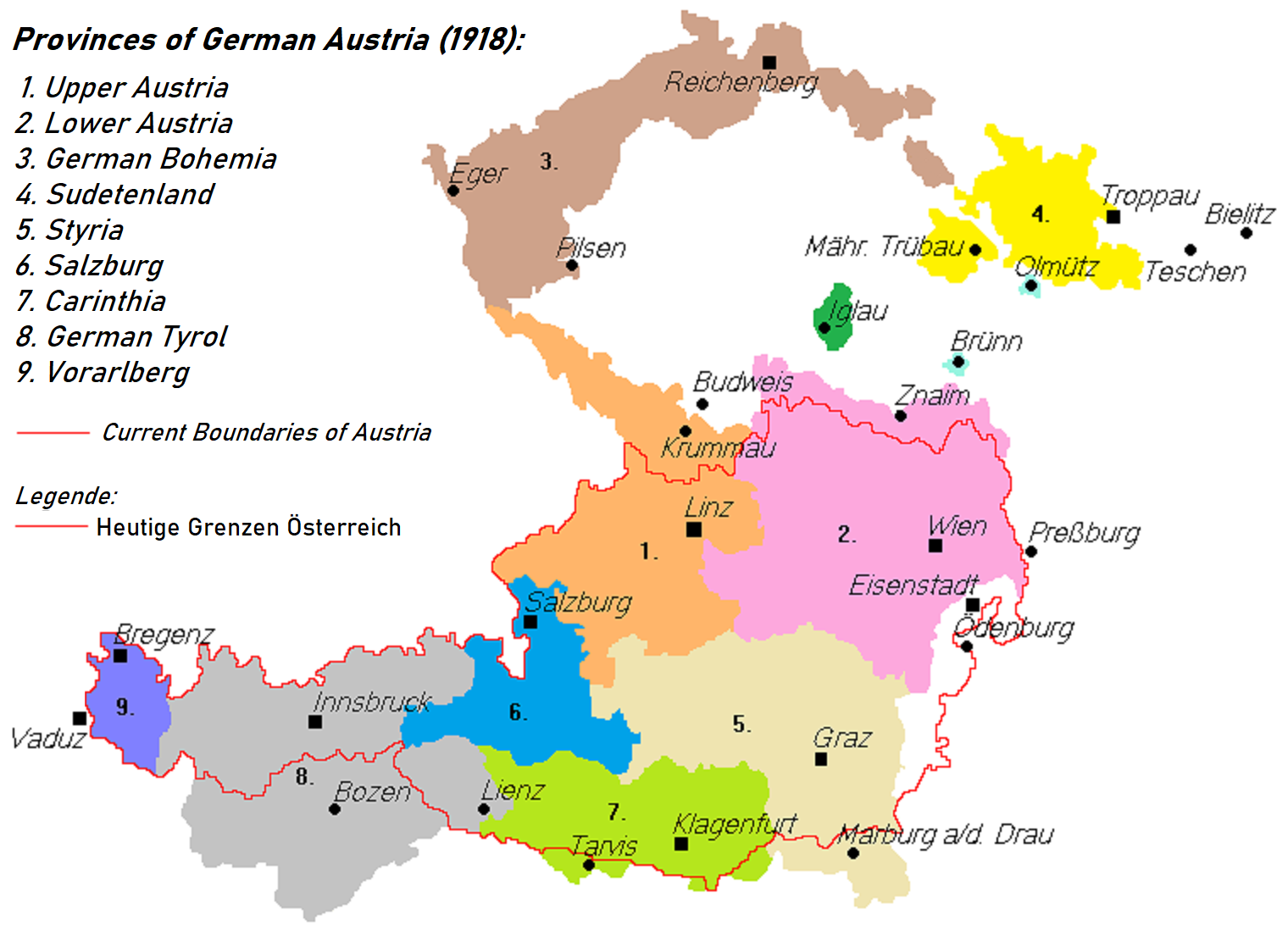
德意志奧地利的各省。波希米亞森林區是奧地利當前邊界（紅線）以北的橙色區域

波希米亚森林區（德語：Böhmerwaldgau）是位於捷克共和國境內的一個歷史地區。 它包括波希米亞西南部地區和波希米亞森林的部分地區，這裡曾經主要居住著蘇台德德意志人。